# I cóż że żal
I cóż że żal to singel Wojciecha Waglewskiego pochodzący z albumu Muzyka od środka. Po premierze utworu zarzucano autorowi "zwrot w kierunku knajpy".

(...)Trzeba chorować na ciężkie zapalenie wnętrza głowy, żeby mnie o coś takiego posądzić. To jest piosenka napisana do konkretnej sceny w filmie i też pokazuje moje wyobrażenie na temat jednego ze wspomnień z dzieciństwa. Bowiem zdarzało mi się słuchać rzeczy okropnych. "I cóż że żal" zawiera w sobie cały debilizm pseudo-bigbeatowych substytutów, które królowały u nas w latach sześćdziesiątych i nawet później.

Mimo że na okładce widnieje napis "egzemplarz promocyjny", utwór trzeci opatrzony jest zastrzeżeniem "Uwaga: remix Telepolo przeznaczony wyłącznie do odtworzeń poza anteną radiową". Utwór wykorzystany jest w filmie Kroniki domowe Leszka Wosiewicza, gdzie śpiew Wojciecha Waglewskiego imitowany jest przez  Piotra Nowackiego.

## Lista utworów
| 1. | „I cóż że żal” (wersja albumowa) | 2:54  |
|    |                                  |       |
| 2. | „I cóż że żal” (remix policyjny) | 4:04  |
|    |                                  |       |
| 3. | „I cóż że żal” (remix Telepolo)  | 4:21  |
|    |                                  |       |
|    |                                  | 11:19 |
|    |                                  |       |

## Muzycy
- Wojciech Waglewski - śpiew
- Jan Pospieszalski - kontrabas
- Mateusz Pospieszalski - saksofon
- Antoni Gralak - trąbka
- Piotr Żyżelewicz - perkusja

Realizacja nagrania: Andrzej Rewak
Remiksy: Grzegorz Ciechowski